# Condado de Kings (Novo Brunswick)
O Condado de Kings é um dos quinze condados da província canadense de New Brunswick.